# 코통 드 튈레아르

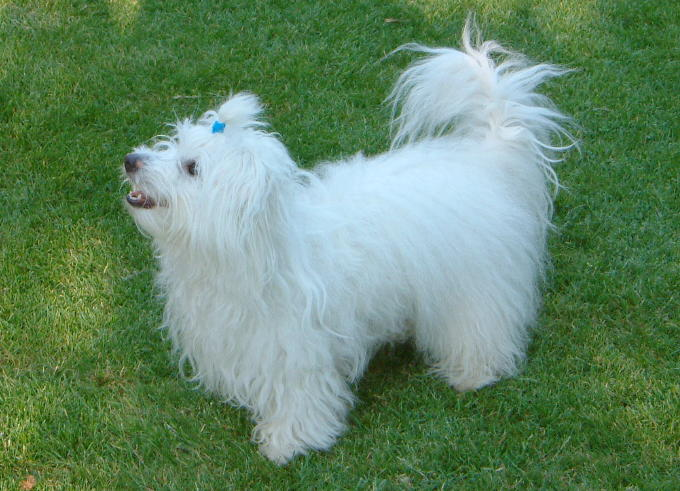
코통 드 튈레아르의 모습

코통 드 튈레아르(프랑스어: Coton de Tuléar [kɔ.tɔ̃ də ty.le.aʁ])는 마다가스카르 원산의 반려용 개 품종이다. 마다가스카르 섬의 남서부에 위치한 항구도시인 톨리아라의 이름에서 유래하였는데, ‘톨리아라 항구에 피는 목화’를 의미한다.

## 역사
프랑스의 레위니옹 원산의 견종인 코통 드 레위니옹(Coton de Reunion)의 직계 자손인 종이다. 하바니즈나 말티즈, 비숑 프리제 등의 견종을 교배하여 나타났다. 귀족의 애완용 견종 뿐만 아니라 선원의 수행원 역할을 하기도 하여 쥐를 사냥하고 감시를 했다. 마다가스카르 지역이 섬이기 때문에 고립된 환경에서 수백 년 동안 순종이 유지될 수 있었다. 한 때는 귀족들에 의하여 서민들이 코통 드 튈레아르를 사육할 수 없도록 하는 법령이 나타나기도 했는데, 곧 무색해져 법령이 폐지되었다.